# Wachendorfer/Gödestorfer Bruch
Das Wachendorfer/Gödestorfer Bruch ist ein Naturschutzgebiet im niedersächsischen Landkreis Diepholz.

## Beschreibung
Das 195,0 Hektar große Naturschutzgebiet mit der Kennzeichen-Nummer NSG HA 199 liegt im Bereich der Syker Stadtteile Wachendorf und Gödestorf, etwa sechs Kilometer östlich des Stadtkerns von Syke.
Es besteht aus zwei Gebieten, die nicht direkt miteinander verbunden sind:
- einem nördlichen Bereich, östlich des Kernbereichs von Gödestorf gelegen:

Koordinaten: 52° 53′ 58″ N, 8° 55′ 8″ O
- einem südlichen Bereich, östlich des Kernbereichs von Wachendorf gelegen:

Koordinaten: 52° 52′ 31″ N, 8° 55′ 24″ O
Das Naturschutzgebiet besteht vor allem aus Erlen-Bruchwäldern und Erlen-Eschenwäldern sowie Grünland- und Ackerflächen. Die Waldflächen sind unterschiedlich strukturiert. Sie sollen erhalten und durch Vernässungsmaßnahmen in einen für den Naturschutz besseren Zustand versetzt werden. Vorhandenes Grünland soll möglichst extensiviert, Ackerland soll in Grünland umgewandelt werden.

## Geschichte
Mit Verordnung vom 11. September 2000 wurde das Gebiet „Wachendorfer/Gödestorfer Bruch“ zum Naturschutzgebiet erklärt. Zuständig ist der Landkreis Diepholz als untere Naturschutzbehörde.